# Royal Rumble (1993)
Royal Rumble 1993 fue la sexta edición del Royal Rumble, un evento pago por visión de lucha libre profesional producido por la World Wrestling Federation (WWF). Tuvo lugar el 24 de enero de 1993 desde el ARCO Arena en Sacramento, California.

## Resultados
- Dark match: Doink the Clown derrotó a Jim Powers (5:57)
  - Doink forzó a Powers a rendirse.
- The Steiner Brothers (Rick y Scott) derrotaron a The Beverly Brothers (Blake y Beau) (10:34)
  - Scott cubrió a Blake después de un "Frankensteiner".
- Shawn Michaels derrotó a Marty Jannetty reteniendo el Campeonato Intercontinental de la WWF (14:20)
  - Michaels cubrió a Jannetty después de una "Sweet Chin Music".
- Bam Bam Bigelow derrotó a The Big Boss Man (10:10)
  - Bigelow cubrió a Boss Man después de un "Diving Headbutt".
- Bret Hart derrotó a Razor Ramon reteniendo el Campeonato de la WWF (17:52)
  - Hart forzó a Ramon a rendirse con el "Sharpshooter".
- Yokozuna ganó el Royal Rumble 1993 (1:06:35)
  - Yokozuna eliminó finalmente a Randy Savage, ganando la lucha.

## Royal Rumble entradas y eliminaciones

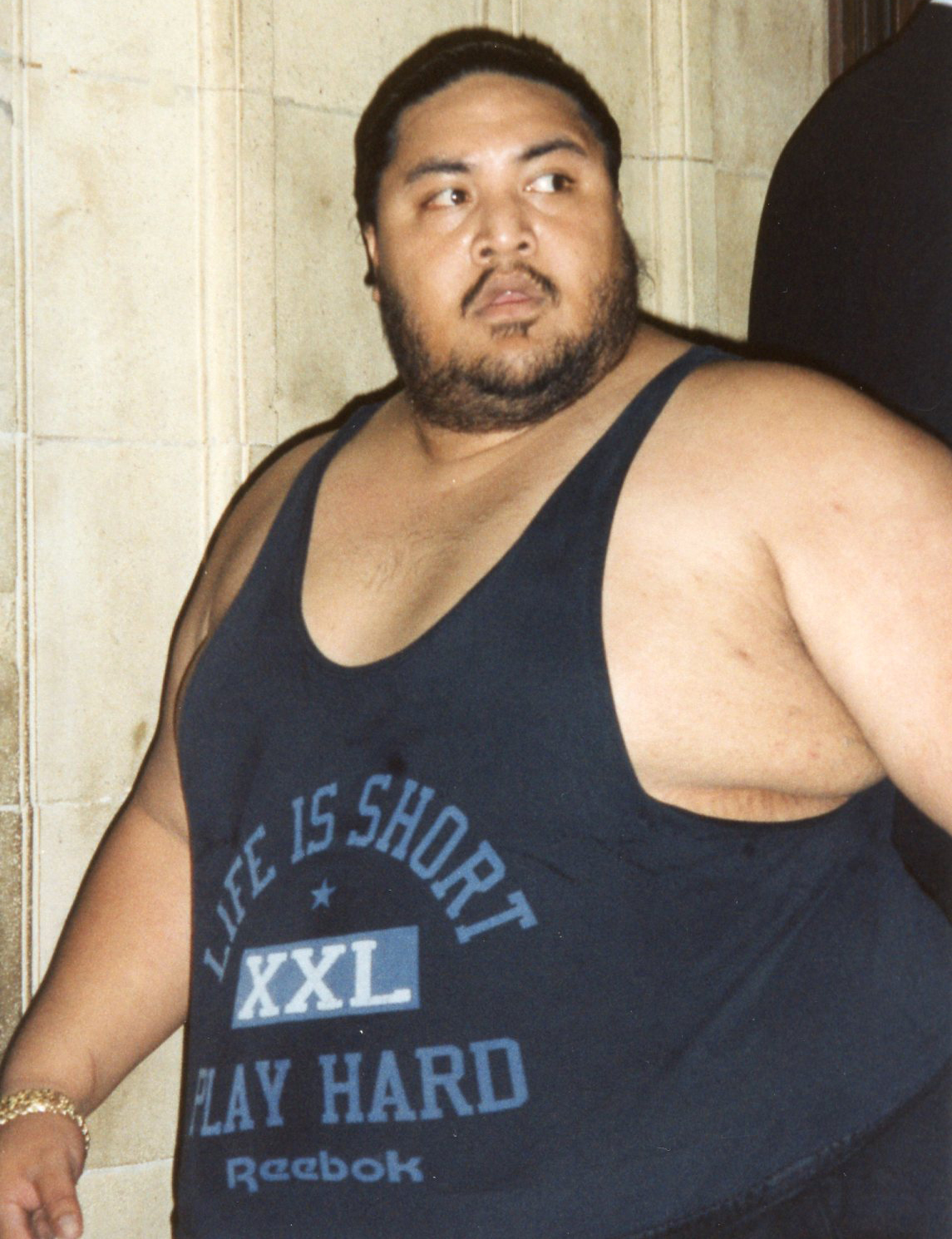
Yokozuna, ganador del Royal Rumble de 1993.

Un nuevo participante entraba cada 2 minutos.
| Entradas | Entradas                | Eliminado por | Eliminado por           | Tiempo  |
| -------- | ----------------------- | ------------- | ----------------------- | ------- |
| 1        | Ric Flair               | 4             | Perfect                 | 18:38   |
| 2        | Bob Backlund            | 28            | Yokozuna                | 1:01:10 |
| 3        | Papa Shango             | 1             | Flair                   | 0:28    |
| 4        | Ted DiBiase             | 13            | Undertaker              | 24:55   |
| 5        | Brian Knobbs            | 2             | DiBiase                 | 2:58    |
| 6        | Virgil                  | 7             | Berzerker               | 17:08   |
| 7        | Jerry Lawler            | 6             | Perfect                 | 14:35   |
| 8        | Max Moon                | 3             | Lawler                  | 1:56    |
| 9        | Genichiro Tenryu        | 10            | Undertaker              | 13:17   |
| 10       | Mr. Perfect             | 8             | Lawler, Ware, & DiBiase | 9:15    |
| 11       | Skinner                 | 5             | Perfect                 | 3:05    |
| 12       | Koko B. Ware            | 11            | DiBiase                 | 8:31    |
| 13       | Samu                    | 9             | Undertaker              | 4:49    |
| 14       | The Berzerker           | 14            | Undertaker              | 5:21    |
| 15       | The Undertaker          | 15            | Giant González          | 4:14    |
| 16       | Terry Taylor            | 12            | DiBiase                 | 0:24    |
| 17       | Damien Demento          | 17            | Colón                   | 12:27   |
| 18       | Irwin R. Schyster       | 19            | Earthquake              | 16:00   |
| 19       | Tatanka                 | 20            | Yokozuna                | 17:34   |
| 20       | Jerry Sags              | 24            | Hart                    | 21:50   |
| 21       | Typhoon                 | 16            | Earthquake              | 5:12    |
| 22       | Fatu                    | 18            | Backlund                | 6:32    |
| 23       | Earthquake              | 22            | Yokozuna                | 11:00   |
| 24       | Carlos Colón            | 21            | Yokozuna                | 7:25    |
| 25       | El Matador Tito Santana | 23            | Yokozuna                | 11:01   |
| 26       | Rick Martel             | 27            | Backlund                | 11:23   |
| 27       | Yokozuna                | -             | Ganador                 | 14:53   |
| 28       | Owen Hart               | 25            | Yokozuna                | 5:39    |
| 29       | Repo Man                | 26            | Savage                  | 3:33    |
| 30       | Randy Savage            | 29            | Yokozuna                | 9:01    |

1. ↑  Giant Gonzalez no participaba en el combate.

## Otros roles
| Comentaristas - Bobby "The Brain" Heenan - Gorilla Monsoon Árbitros - John Binella - Danny Davis - Jack Doan - Earl Hebner - Joey Marella | Entrevistadores - Gene Okerlund - Raymond Rougeau Otros - Howard Finkel - Anunciador |